# Pedra de amolar
A pedra de amolar, ou pedra de afiar, é uma pedra usada para afiar facas ou outros instrumentos cortantes. Pode ser fabricada com materiais abrasivos ou retirada da natureza.
Tem formatos variados como a redonda e quadrada. No formato redondo é montado num dispositivo conhecido como rebolo. No formato quadrado é usada apoiada sobre uma superfície plana.
Deve-se usar a pedra sempre úmida para facilitar a afiação da faca.